# Helius (Helius) nigricapella
Helius (Helius) nigricapella is een tweevleugelige uit de familie steltmuggen (Limoniidae). De soort komt voor in het Oriëntaals gebied.